# Loceri
Loceri ist eine italienische Gemeinde (comune) mit 1303 Einwohnern (Stand 31. Dezember 2023) in der Provinz Ogliastra auf Sardinien. Die Gemeinde liegt etwa zehn Kilometer südwestlich von Tortolì und gehört zur Comunità Montana „Ogliastra“. Eine Exklave der Gemeinde liegt unmittelbar am Tyrrhenischen Meer.

## Verkehr
Durch die Gemeinde führt die Strada Statale 390 di Bardi Sardo von Lanusei nach Bari Sardo.